# La Colorina
La Colorina es una telenovela chilena creada por Arturo Moya Grau y producida por Protab para Televisión Nacional de Chile en 1977. 
Protagonizada por Liliana Ross y Patricio Achurra. Con Paz Irarrázaval, Gonzalo Robles, Alicia Villablanca y Eduardo Baldani en los roles antagónicos. Acompañados por Violeta Vidaurre, Arturo Moya Grau, Sergio Urrutia, Esther Mayo, Yoya Martínez, Grimanesa Jiménez, Samuel Villarroel, Soledad Pérez, entre otros.

## Argumento
Luciana Álvarez (Liliana Ross), más conocida por todos como "Colorina", es una mujer muy bella que trabaja como bailarina de un cabaret junto a su amiga, Rita (Violeta Vidaurre). Una noche, las dos mujeres son invitadas por Iván (Gonzalo Robles) para continuar la celebración en la noche a su casa con la promesa de un buen pago a cambio de su compañía. Iván resulta ser solamente un vulgar vividor que se mantiene a costa de su cuñado, Daniel Latorre (Patricio Achurra), quien está casado con Alba  (Grimanesa Jiménez), hermana de Iván, la cual está postrada en cama por una enfermedad terminal.
Las dos mujeres arman un escándalo cuando Iván no les paga y terminan despertando a doña Ana María (Paz Irarrázaval), señora de la casa y madre de Daniel, quien está obsesionada con tener un nieto que perpetúe el apellido de la familia. Para lograr su propósito, la mujer empieza a intrigar para que Daniel y Alba se divorcien, ya que Alba no puede darle el heredero que desea debido a su enfermedad. Primero le propone a Marcia (Coca Guazzini), una antigua novia de su hijo, que intente reconquistarlo, pero Marcia es muy buena amiga de Alba y se niega rotundamente.
Ante esa respuesta, Ana María vuelca su atención en la Colorina y provoca encuentros entre su hijo y ella con el propósito de que tengan una aventura que produzca el ansiado nieto, lo que finalmente consigue cuando los dos tienen una noche de pasión de la que ella resulta embarazada. Triunfante, la mujer acude al cabaret y le ofrece mucho dinero a Colorina a cambio de que les entregue el bebé que espera y renuncie a todos sus derechos sobre él. Al principio, Colorina tiene dudas, pero después considera que su hijo no tendrá ningún futuro en el cabaret, mientras que con los Latorre tendrá un verdadero hogar, así que decide sacrificarse y aceptar el trato. Ese mismo día, Colorina deja el cabaret y se muda a la mansión Latorre, donde se ve obligada a soportar las constantes intimidaciones y humillaciones de Ana María.
Cuando el niño nace, Ana María ordena que se lo quiten a Colorina y no le dejen verlo, pero una noche La Chagüa (Esther Mayo), la ama de llaves de la mansión, se lo lleva a escondidas para que lo vea y Colorina se encariña con él. Por ello, la joven decide romper el trato y escapar con su hijo con ayuda de La Chagua y gracias a su amigo, el Pejerrey (Arturo Moya Grau), y el cuñado de este, el Lágrima (Sergio Urrutia). Ambos trabajan de plomeros y se introducen en la mansión con el pretexto de arreglar un corte de agua provocado por Chagüa. Colorina esconde al niño en una gran maleta, supuestamente llena de explosivos, que trae el Lágrima y todos se lo llevan sin que nadie sospeche nada. Sólo cuando ya se han ido, la familia Almazán se da cuenta de que el niño ha desaparecido.
Mientras Ana María manda detectives al cabaret y a las cercanías, Colorina decide cambiar de aspecto, hacerse llamar por su verdadero nombre y huir lejos. Mientras tanto, Pejerrey descubre que su mujer, Mirta (Alicia Villablanca), lo ha abandonado para irse con su amante y lo deja solo con sus dos hijos, así que el hombre le pide a Luciana que se lleve a los niños; de este modo, los pequeños tendrán una madre y ella pasará desapercibida por el hecho de que buscan a una mujer con un único bebé.
Chagüa habla con Luciana y le aconseja que huya, donde vive una amiga suya, Luzmira (Teresa Berríos), a la que ha pedido ayuda. Luciana parte con los tres niños y en compañía de La Caperucita (Yoya Martínez), vecina y gran amiga de Pejerrey y Lágrima y quien también ayuda a Luciana escondiéndola en su casa. Ambas llegan donde Luzmira, y esta las recibe hospitalariamente, aunque al principio se sorprende al ver que Luciana llega con tres niños y no con uno, como le dijo Chagüa.
Luzmira es costurera y enseña su oficio a Luciana, que se convierte en toda una experta. Gracias a este trabajo, Luciana logra sacar adelante a sus tres hijos, quienes han crecido y ahora se preparan para entrar en la universidad. Sus estudios los llevan a la capital, para lo que piden a Luciana que los acompañe, pero ella se niega y los tres hermanos parten solos.
Ya en Santiago, los tres hermanos trazan un plan junto con Pejerrey y Lágrima, que consiste en pedirle una cantidad mensual de dinero a su madre para costear dos supuestas operaciones que necesita Lágrima debido a una enfermedad. Luciana comienza a sospechar que es todo mentira y decide ir a la capital, donde descubre que han utilizado todo el dinero para poner una exclusiva boutique como una forma de convencerla para que viniera a vivir con ellos. Luciana se enoja al principio, pero al ver el buen trabajo que hicieron sus hijos por ella, los perdona y queda encantada con la nueva boutique.
Mientras, que Fernando (Samuel Villarroel) conoce a una joven llamada Cristina (Soledad Pérez) e inician una relación amorosa. Mónica es hija de Marcia, quien murió en un trágico accidente aéreo cuando ella tenía dos años. Cuando quedó huérfana, fue acogida en la casa Latorre y criada por Daniel y Chagüa como una miembro más de la familia.
Daniel, quien enviudó hace ya mucho tiempo, se niega a volver a entablar otra relación amorosa, pero Ana María, que continúa obsesionada con tener descendencia, trae a la mansión a una atractiva literata, de nombre Lucía (Ana María Palma), supuestamente para ayudarle a trabajar en varios escritos; sin embargo, su verdadera intención es que ambos se enamoren, se casen y ella obtenga el nieto que tanto espera.
No obstante, el noviazgo de Cristina y Fernando provoca el reencuentro de Luciana y Daniel. Ninguno de los dos ha olvidado al otro, pero ella se niega a volver al pasado, mientras que él insiste y pretende ser feliz a costa de lo que sea. Mientras tanto, Fernanda conoce a Aníbal, un adinerado español y famoso polista que empieza a cortejarla y ella se deja querer como una manera de vengarse de Daniel por el rechazo que sufrió de este en el pasado. Al mismo tiempo, Ana María ya se ha enterado de que su hijo ha vuelto a buscar a Luciana, a quien le guarda un profundo rencor por el rapto de su nieto; la mujer empieza a intrigar de nuevo para que no vuelvan a estar juntos, animando a Lucía a que lo conquiste por completo.
En uno de sus intentos por encontrar a su amiga Rita, Luciana regresa al cabaret donde trabajaba, que ahora es propiedad de Iván, quien tiene a Rita trabajando como conserje. Luciana se la lleva de allí y la convierte en empleada de su boutique.
Tras varios meses, Luciana se da cuenta de que no quiere ser infeliz de nuevo; por esto decide empezar de nuevo junto a Daniel aunque deban enfrentarse a Ana María, quien no quiere ver a su hijo con una ex-cabaretera y mucho menos con la que se burló de ella y que siempre se ha negado a decirle cuál de los tres hermanos es su nieto. Aunque Luciana promete llevarse el secreto a la tumba, el regreso de Mirta complicará más las cosas y su propia vida.

## Elenco
- Liliana Ross como Luciana Álvarez «La Colorina».
- Patricio Achurra como Daniel Monteazul
- Paz Irarrázaval como Ana María Covarrubias.
- Armando Fenoglio como Basilio Monteazul
- Gonzalo Robles como Iván Montecinos.
- Violeta Vidaurre como Rita García «La Rata».
- Arturo Moya Grau como Polidoro Reyes «El Pejerrey».
- Sergio Urrutia como Toribio Soto «El Lagrimita».
- Esther Mayo como Amelia Molina «La Chagüa».
- Yoya Martínez como Bernarda Rojas «La Caperucita».
- Eduardo Baldani como Enrique Salazar.
- Alicia Villablanca como Mirta Soto.
- Frankie Bravo como Matías.
- Teresa Berríos como Luzmira.
- Fernando Morales como Dr. Ulloa.
- Grimanesa Jiménez como Alba Montecinos.
- Coca Guazzini como Marcia Valdés.

## Otras participaciones
- Samuel Villarroel como Fernando Monteazul Álvarez.
- Mario Bustos como Franco Reyes Soto.
- Gonzalo Álvarez como Gabriel Reyes Soto.
- Soledad Pérez como Cristina.
- Ana María Palma como Lucía.
- Roberto Poblete como Richard.
- Alberto Vega
- Nelson Brodt

## Ficha técnica
- Año: 1977
- Productor ejecutivo: Eduardo Domínguez
- Autor y guion: Arturo Moya Grau
- Director: José Caviedes / Iván Soto
- Empresa de producción: Protab
- Director de escenografía: Walter Kliche
- Camarógrafo(s): Ernesto Riquelme / Nelson Valdivia
- N.º Capítulos: 88, de 60 minutos.

## Versiones
- Colorina producida en 1980 con gran éxito por Valentín Pimstein para Televisa y protagonizada por Lucía Méndez y Enrique Álvarez Félix.
- Apasionada producida en 1993 por Televisa Argentina para Canal 13 y protagonizada por Susú Pecoraro y Darío Grandinetti.
- Salomé producida en 2001 por Juan Osorio para Televisa y protagonizada por Edith González y Guy Ecker.
- Colorina Una versión libre de la telenovela mexicana (1980) producida en 2017 por Michelle Alexander para América Televisión protagonizada por Magdyel Ugaz y David Villanueva.